# Elezioni parlamentari a Malta del 1996
Le elezioni parlamentari a Malta del 1996 si tennero il 26 ottobre e videro la vittoria del Partito Laburista guidato da Alfred Sant.

## Risultati
| Liste                   | Voti    | %     | Seggi |
| ----------------------- | ------- | ----- | ----- |
| Partito Laburista       | 132 497 | 50,72 | 35    |
| Partito Nazionalista    | 124 864 | 47,80 | 34    |
| Alternativa Democratica | 3 820   | 1,46  | –     |
| Indipendenti            | 43      | 0,02  | –     |
| Totale                  | 261 224 | 100   | 69    |